# Wappen Botswanas
Das gegenwärtige Wappen Botswanas wurde am 25. Januar 1966 übernommen.
Wassermangel bzw. -reichtum sind für die Menschen im wüstenhaften Botswana so wichtig, dass sie im Wappen auffällig thematisiert werden. Der Wahlspruch „PULA“ bedeutet in der Amtssprache Setswana ‚Regen‘. (Des Weiteren heißt die Währung Botswanas Pula.)

## Wappenbeschreibung
In dem spitzovalen lichtblauen Schild drei blaue Wellenbalken, oben von drei grauen Zahnrädern und unten von einem braunen Stierkopf mit silbernen Langhörnern begleitet. Schildhalter zwei aufrechte silbern-schwarze, schwarz behufte Zebras, das heraldisch rechte zwischen den Vorderläufen einen goldenen Elefantenstoßzahn, das linke eine rote Sorghumähre haltend.
Unter dem Schild auf blauem Band schwarz die Devise „PULA“.

## Symbolik
Es symbolisieren
- die Schildform den traditionalen Schild der Batswana,
- die Wellenbalken die – seltenen – Wasserläufe,
- die Zahnräder die moderne Industrie,
- der Rinderkopf das herkömmliche Nutzvieh der (vorwiegend) Viehbauern des Landes,
- Zebras und Elefantenstoßzahn die einheimische Fauna,
- die Sorghumhirse die herkömmliche Feldfrucht,
- das Spruchband die ausschlaggebende Bedeutung des Regens für die Nation.